# Gioventù ribelle (film 2003)
Gioventù ribelle (The Incredible Mrs. Ritchie) è un film per la televisione del 2003, diretto da Paul Johansson con Gena Rowlands, e James Caan.

## Trama
Charlie è un ragazzo difficile (sui 16 anni) che a scuola continua a fare a botte con tutti. Suo padre è un tiranno che vuole una famiglia unita a tutti i costi: infelice, ma unita. Scoperto dopo aver rubato la borsetta di un'anziana signora, il preside lo costringe ad andare a lavorare dalla stessa donna che ha derubato per ripagarla del danno fatto. Charlie si dà da fare, acquista sicurezza in sé, instaura un bel rapporto con la signora Ritchie e i suoi figli disabili e infine riesce a dire la verità che ha tenuto dentro di sé, ovvero che il padre è convinto che la moglie avesse una relazione con un altro perché Charlie aveva così sostenuto; ma Charlie (bambino) aveva solo detto quello che credeva che il padre volesse sentirsi dire.